# Championnat d'Uruguay de football 1958
Navigation
Édition précédente Édition suivante
La 56e édition du championnat d'Uruguay de football est remportée par le Club Atlético Peñarol. C’est le vingt-troisième titre de champion du club. Le Peñarol l’emporte avec un point d’avance sur le Club Nacional de Football. Rampla Juniors Fútbol Club complète le podium, battu par le Nacional à la seule différence de buts.
Un système de promotion/relégation est en place : le dernier du championnat est automatiquement remplacé par le premier du championnat Intermedia, la deuxième division uruguayenne. Centro Atlético Fénix est relégué en deuxième division et est remplacé par Racing Club de Montevideo.
Tous les clubs participant au championnat sont basés dans l’agglomération de Montevideo.
Manuel Pedersen (Rampla Juniors FC) termine avec 12 buts en 18 matchs meilleur buteur du championnat. 

## Les clubs de l'édition 1958
| \| Montevideo: · Danubio Fútbol Club · Club Atlético Cerro · Defensor · Nacional · Peñarol · Liverpool · Club Atlético Progreso · Rampla Juniors · Wanderers · Centro Atlético Fénix · Sud América Montevideo \| Localisation des clubs engagés dans le championnat. |
| Montevideo: · Danubio Fútbol Club · Club Atlético Cerro · Defensor · Nacional · Peñarol · Liverpool · Club Atlético Progreso · Rampla Juniors · Wanderers · Centro Atlético Fénix · Sud América Montevideo                                                           |

| Club                             | Stade                       | Capacité | Ville      |
| -------------------------------- | --------------------------- | -------- | ---------- |
| Club Atlético Cerro              | Estadio Luis Tróccoli       | -        | Montevideo |
| Danubio Fútbol Club              | Jardines Del Hipódromo      | -        | Montevideo |
| Defensor Sporting Club           | Estadio Luis Franzini       | -        | Montevideo |
| Centro Atlético Fénix            | Estadio Parque Capurro      | -        | Montevideo |
| Liverpool Fútbol Club            | Estadio Belvedere           | -        | Montevideo |
| Club Nacional de Football        | Estadio Gran Parque Central | -        | Montevideo |
| Club Atlético Peñarol            | Estadio Centenario          | -        | Montevideo |
| Rampla Juniors Fútbol Club       | Estadio Olímpico            | -        | Montevideo |
| Institución Atlética Sud América | -                           | -        | Montevideo |
| Montevideo Wanderers Fútbol Club | Estadio Viera               | -        | Montevideo |

## Compétition

### Classement
Le classement est établi sur le barème de points suivant : victoire à 2 points, match nul à 1, défaite à 0.
| Rang | Équipe                             | Pts | J  | G  | N | P  | Bp | Bc | Diff |
| ---- | ---------------------------------- | --- | -- | -- | - | -- | -- | -- | ---- |
| 1    | Club Atlético Peñarol              | 24  | 18 | 10 | 4 | 4  | 33 | 16 | +17  |
| 2    | Club Nacional de Football T        | 23  | 18 | 8  | 7 | 3  | 37 | 15 | +22  |
| 3    | Rampla Juniors Fútbol Club         | 23  | 18 | 10 | 3 | 5  | 29 | 18 | +11  |
| 4    | Institución Atlética Sud América P | 21  | 18 | 7  | 7 | 4  | 20 | 16 | +4   |
| 5    | Montevideo Wanderers               | 18  | 18 | 5  | 8 | 5  | 26 | 28 | -2   |
| 6    | Liverpool Fútbol Club              | 17  | 18 | 7  | 3 | 8  | 26 | 40 | -14  |
| 7    | Defensor Sporting Club             | 16  | 18 | 5  | 6 | 7  | 32 | 32 | 0    |
| 8    | Club Atlético Cerro                | 14  | 18 | 3  | 8 | 7  | 20 | 26 | -6   |
| 9    | Danubio Fútbol Club                | 13  | 18 | 2  | 9 | 7  | 24 | 35 | -11  |
| 10   | Centro Atlético Fénix              | 11  | 18 | 3  | 5 | 10 | 24 | 45 | -21  |

| Légende : Qualifications et relégations | Légende : Qualifications et relégations |
| --------------------------------------- | --------------------------------------- |
|                                         | Champion d’Uruguay                      |
|                                         | Relégué en deuxième division            |
|                                         | T : Tenant du titre P : Promus          |

## Bilan de la saison
| Championnat d'Uruguay de football 1959 |                                   |
| Champion                               | Club Atlético Peñarol (23e titre) |
| Promotions et relégations              |                                   |
| Promus en Primera División             | Racing Club de Montevideo         |
| Relégués en Intermedia                 | Centro Atlético Fénix             |

## Statistiques

### Meilleur buteur
1. Manuel Pedersen (Rampla Juniors FC) 12 buts.